# Бен Фостър (футболист)
Вижте пояснителната страница за други личности с името Бен Фостър.
Бенджамин Антъни Фостър (на английски: Benjamin Anthony Foster) е бивш английски вратар. Започва кариерата си в Расинг Клуб Уоурик. След това преминава в тогавашния втородивизионен отбор Стоук Сити. През престоя си на Британия Стейдиъм той играе под наем в няколко отбора – Бристол Сити, Тивъртън Таун, Стафорд Рейнджърс, Кидърминистър Харийс и Рексъм. След това младия английски страж акостира на Олд Трафорд. Но още същия сезон заиграва под наем в Уотфорд. Наемът му приключва през 2007 и се завръща в Манчестър Юнайтед. През лятото на 2010 преминава в друг елитен клуб – Бирмингам Сити. През 2012 г. Фостър преминава в Уест Бромич Албиън. След 6 години на Халторнс, той се завръща да играе за Уотфорд за следващите 4 сезона. През 2023 г. той се завръща във футбола след като през 2022 г. прекрати кариерата си, за да се завърне във един от старите си клубове – Рексъм.